# Puri (municipio)
Puri è una municipalità dell'Angola appartenente alla provincia di Uíge. Ha 548.005 abitanti (stima del 2006).
Il capoluogo è Puri.